# Гарбателла (станция метро)
Гарбателла (итал. Garbatella) — станция линии B римского метрополитена. Открыта в 1990 году.

## Окрестности и достопримечательности
Вблизи станции расположены:
- Квартал Гарбателла
- Университет Рома Тре
- Театр Палладиум
- музей Чентрале Монтемартини

## Наземный транспорт
Автобусы: 669, 670, 715, 716, 792.